# 성체포

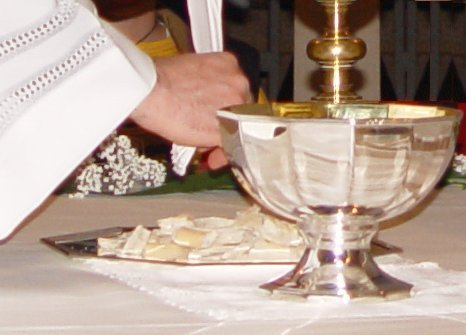
성체포

성체포(聖體布, 라틴어: corporale)는 가로 세로 50cm 정도의 사각형 하얀색 아마포 천으로, 기독교에서 미사(성찬 예식)를 거행하는 동안 제대 위에 성작과 성반, 성합 등을 놓을 때 그 밑에 깔아 놓는 용도로 사용한다.
성체포의 기원은 초대 교회 시대부터 거슬러 올라간다. 현재 남아있는 초대 교회 시절의 기록들을 보면 성체포는 제대포와 특별히 구분되어 있지 않은 것으로 추정된다. 한 예로, 성 옵타토(375년경)는 “어느 그리스도인이 거룩한 신비들을 기념하는 동안 (제대의) 나무가 아마포 천으로 덮여 있는 것(ipsa ligna linteamine cooperiri)을 알지 못한단 말인가?”라고 질문하였는데, 여기서 그가 언급한 아마포 천이 구체적으로 어떤 것을 가리키는 것인지는 아직 명확하게 밝혀지지 않았다. 이에 대한 가장 초창기의 증언은 《교황 연대표(Liber Pontificalis)》에 등장한다. “교황 실베스테르 1세께서는 성찬례를 비단이나 알록달록한 색깔이 들어간 천 위에 거행되어서는 안 되며, 우리의 주 예수 그리스도의 시신이 깨끗한 아마포 수의에 싸여 무덤에 묻히셨듯이, 땅의 소산물인 아마포 천 위에서 거행되어야 마땅하다고 천명하셨다.” 이와 같은 생각은 펠루시움의 성 이시도로의 서간에서도 볼 수 있으며, 또한 6세기 파리의 성 제르마노의 《주해(Expositio)》에서도 발견할 수 있다. 실제로 이 같은 관행은 중세 시대까지 계속 이어져 왔다.
성체포는 성찬 전례 외에도 성체 강복, 성체 현시, 성체 거동 등의 전례가 거행될 때에도 성체 아래에 놓여진다. 성체포가 사용되지 않을 때는 성체포낭에 보관하였으나 지금은 이 성체포낭을 사용하지 않고 있다.